# Hüseynhacılı
Hüseynhacılı är en ort i Azerbajdzjan.   Den ligger i distriktet Masallı Rayonu, i den sydöstra delen av landet, 180 km sydväst om huvudstaden Baku. Antalet invånare är 1 040.
Terrängen runt Hüseynhacılı är mycket platt, och sluttar österut. Trakten är tätbefolkad. Närmaste större samhälle är Arkewan, 9,5 km väster om Hüseynhacılı.
Trakten runt Hüseynhacılı består till största delen av jordbruksmark.